# Ruppersdorf (Meuselwitz)
Ruppersdorf ist ein größtenteils durch den Tagebau Ruppersdorf (1944–1957) abgebaggertes Dorf, welches heute zum Ortsteil Wintersdorf der Stadt Meuselwitz im ostthüringischen Altenburger Land gehört. Der Ort gehört zum Meuselwitz-Rositzer Braunkohlerevier.

## Geografie
Ruppersdorf liegt als Gassendorf mit keilförmiger Flur zwischen dem Kammerforst und dem Luckaer Forst. Östlich des Ortes verläuft die Schnauder und die Kreisstraße 125 (Wintersdorf-Ramsdorf). Einen Kilometer nordöstlich liegt der Haselbacher See (Badesee). Angrenzende Orte sind im Uhrzeigersinn im Norden beginnend Hagenest, Ramsdorf und Wildenhain als Ortsteile der sächsischen Kleinstadt Regis-Breitingen im Landkreis Leipzig, im Süden Gröba und Bosengröba, die genau wie Ruppersdorf zum Ortsteil Wintersdorf gehören und im Südwesten Wintersdorf selbst, welches zur Stadt Meuselwitz im Landkreis Altenburger Land gehört. Nächstgelegene Städte sind Lucka (7 km) im Nordwesten, Meuselwitz (8 km) im Südwesten, Regis-Breitingen (10 km) im Nordosten und die Kreisstadt Altenburg (13 km) im Südosten.

## Geschichte

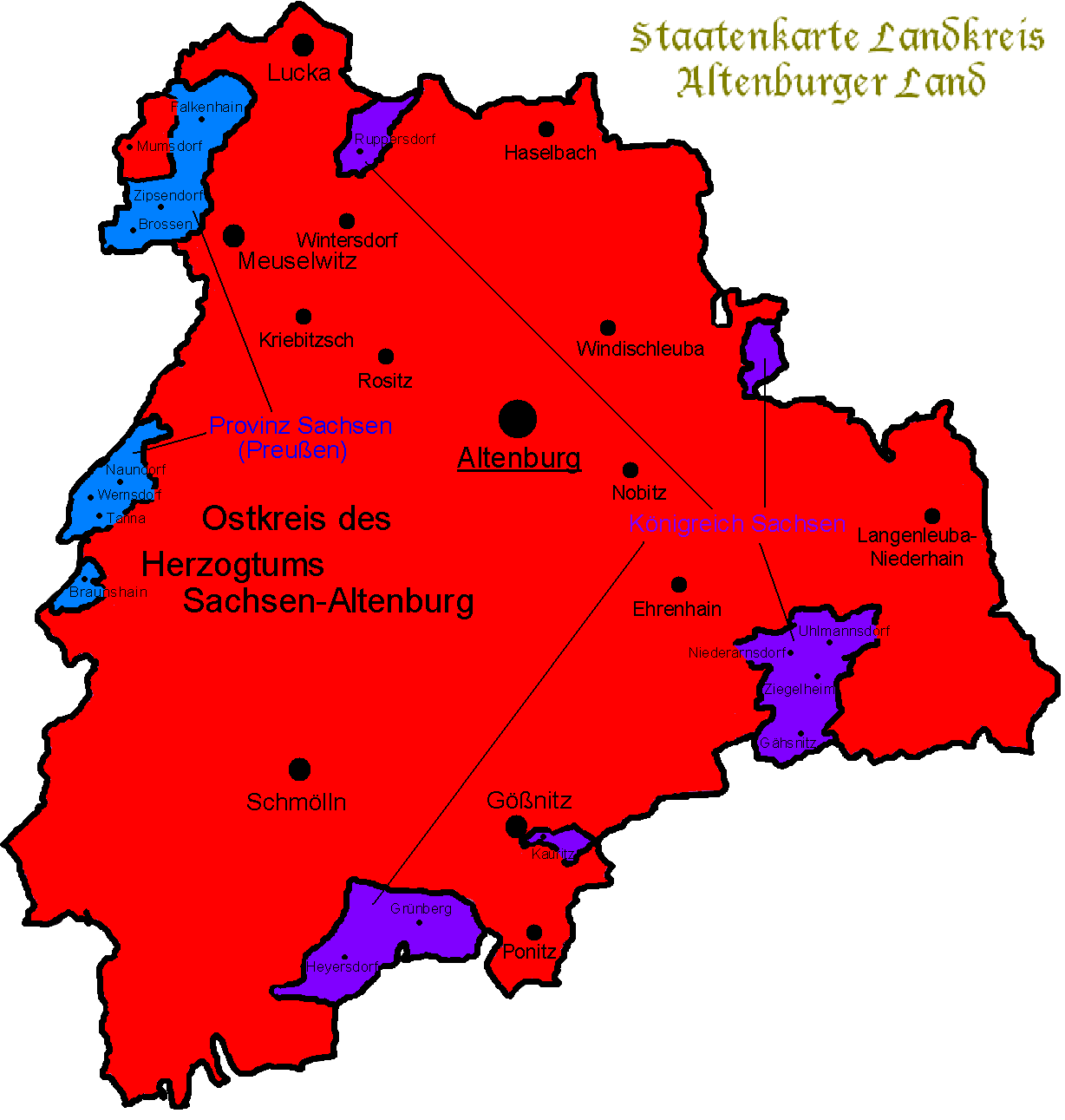
Staatenaufteilung des Altenburger Landes bis 1920

Ruppersdorf wurde erstmals urkundlich 1350 erwähnt. Der Ort entstand als deutsche Siedlung im Zuge der Ostkolonisation im 12. und 13. Jahrhundert.
Von 1548 bis 1696 war der Ort dem Rittergut Breitenhain (im Herzogtum Sachsen-Altenburg) zinspflichtig, danach den Rittergut Wildenhain (im Kurfürstentum Sachsen/Herzogtum Sachsen-Zeitz). Ruppersdorf ist einer der wenigen Orte des heutigen Landkreises Altenburger Land, der historisch nicht zu Sachsen-Altenburg gehörte. Gemeinsam mit seinem Nachbarort Bosengröba bildete Ruppersdorf bis 1856 den Südwestzipfel des kursächsischen bzw. königlich-sächsischen Amts Borna, der in das Altenburger Land hinein ragte. Im Jahre 1580 wurde eine Dorfkirche errichtet, in die auch Bosengröba eingepfarrt war. Ein Turm wurde 1896 gebaut. Die Kirche wurde 1924 Filialkirche von Ramsdorf. Am 16. Januar 1835 kam es zu einem Dorfbrand, der auf Brandstiftung zurückzuführen ist, lediglich die Kirche und ein Bauernhof überstanden das Feuer unbeschadet, die Schule, fünf Häuser und 12 Güter brannten ab.
Ab 1856 gehörte Ruppersdorf zum Gerichtsamt Borna und ab 1875 zur Amtshauptmannschaft Borna. In der zweiten Hälfte des 19. Jahrhunderts setzte im Umkreis von Ruppersdorf der Braunkohlebergbau ein. In direkter Umgebung des Orts, der zwischen dem Bornaer Revier im Norden und dem Meuselwitz-Altenburger Braunkohlerevier im Süden lag, begann der Braunkohleabbau Mitte des 20. Jahrhunderts. Von August 1946 bis März 1948 dauerte der Aufschluss des Tagebaues Marie III, der auch Tagebau Ruppersdorf genannt wurde. Die Tagebaue Marie I und II bei Waltersdorf waren erschöpft und wurden bis 1956 mit Material des Tagebaues Haselbach (1955–1977) verfüllt. Anfang 1947 wurde in Ruppersdorf mit der Kohleförderung des 6–8 Meter mächtigen Thüringer Hauptflözes in einer Tiefe von 22 bis 32 Metern begonnen. Die Ausbeute betrug im Regelbetrieb von 1949 bis 1956 1,3 bis 2 Millionen Tonnen Rohbraunkohle. Im Juli 1957 wurde die Förderung eingestellt, der Tagebau gehörte zum VEB Braunkohlenwerke Rositz.
Mit der Kreisreform in der DDR wurde Ruppersdorf mit seinem Ortsteil Bosengröba im Jahr 1952 dem Kreis Borna im Bezirk Leipzig zugeordnet. Die Umsiedlung der Bewohner von Ruppersdorf erfolgte in drei Etappen, jedoch hauptsächlich von 1954 bis 1956. So wurden in der Stadt Lucka 79 Wohnungen für die ehemaligen Einwohner errichtet. Andere zogen in die Nachbardörfer Wintersdorf, Neubraunshain und Lehma oder nach Altenburg oder Borna. Die Devastierung erfolgte von 1955 bis 1957. In diesem Zuge wurde die Gemeinde Ruppersdorf aufgelöst. Die Ruppersdorfer Flur mit den wenigen an der „Neue Straße“ verbliebenen Häusern wurde gemeinsam mit dem vom Abbau verschont gebliebenen Ortsteil Bosengröba am 1. Januar 1957 nach Wintersdorf eingemeindet und kam damit zum Kreis Altenburg im Bezirk Leipzig. Die Rekultivierung des Tagebaus Ruppersdorf begann 1962, die Restlöcher wurden wie bereits Marie I und II mit Material des Tagebaues Haselbach verfüllt, so entstand eine Halde.
Mit der Wiedereinführung der Länder auf dem Gebiet der ehemaligen DDR kam Ruppersdorf im Jahr 1990 mit dem Landkreis Altenburg erstmals in seiner Geschichte zu Thüringen. Seit 1994 liegt der Ort im Landkreis Altenburger Land. Mit der Eingemeindung von Wintersdorf nach Meuselwitz am 1. September 2007 gehört der Ort seitdem zu dieser Stadt. Heute besteht Ruppersdorf aus fünf bewohnten Gebäuden in der „Neue Straße“, vier davon aus dem Jahr 1951, die außerhalb des Abbaugebietes lagen. Ein 1990 aufgestellter Findling mit Gedenkplatte erinnert an das einstige Bauerndorf.

### Einwohnerentwicklung
Im Jahre 1552 wurden 14 besetzte Höfe und weitere 13 Einwohner erwähnt, 1764 waren es 17 besetzte Höfe und 7 weitere Einwohner.
Entwicklung der Einwohnerzahl von 1834 bis 1957:
| - 1834: 218 - 1871: 201 - 1890: 251 - 1910: 294 - 1925: 321 | - 1933: 292 - 1939: 298 - 1946: 369 - 1957: 321 |

 Datenquelle: Digitales Historisches Ortsverzeichnis von Sachsen